# Heinrich Wilckens
Heinrich Wilckens (* 15. Februar 1892 in Ritscherschleuse; † 30. September 1956 in Uetersen) war ein deutscher Politiker (SPD).

## Leben
Heinrich Wilckens besuchte die Volksschule. Wilckens absolvierte eine Lehre als Schuhmacher und ging anschließend als Geselle auf Wanderschaft. 1909 wurde er SPD Mitglied. 1910 Trat er in den Zentralverband der Schuhmacher ein, dem er bis 1933 angehörte. Ab 1911 lebte er in Schleswig-Holstein und war von 1922 bis 1933 Stadtrat in Uetersen. In der Zeit des Nationalsozialismus wurde er mehrfach verhaftet, zum ersten Mal am 2. Mai 1933. Vom 3. Juli 1939 bis zum 27. Juni 1939 war er im KZ Glückstadt inhaftiert. Bis Ende des Zweiten Weltkriegs wurden bei ihm 21 Hausdurchsuchungen vorgenommen; nach dem Attentat vom 20. Juli 1944 wurde er im Rahmen der Gewitteraktion im KZ Neuengamme inhaftiert (22. August 1944 bis 19. September 1944).
Im Dezember 1945 wurde Wilckens Bürgermeister von Uetersen. Er war außerdem ab 1946 Kreistagsabgeordneter des Kreises Pinneberg.
1946 wurde er Kreistagsabgeordneter. Am 9. Juli 1950 wurde er im Landtagswahlkreis Pinneberg-West in den Landtag Schleswig-Holsteins gewählt; bei der Wahl 1954 erhielt er das Direktmandat im Wahlkreis Elmshorn. Er war Mitglied mehrerer Ausschüsse, darunter der Eingabenausschuss, der Verkehrsausschuss und der Ausschuss für Heimatvertriebene. 1951 bis 1954 gehörte er dem Untersuchungsausschuss „Landtagspräsident Ratz“ an. Von 1954 bis 1956 war er außerdem Mitglied des Landeswahlausschusses.
Wilckens starb am 30. September 1956 bei einem Verkehrsunfall während einer Dienstreise in Uetersen; für ihn rückte Hermann Meyn über die SPD-Landesliste in den Landtag nach.
Wilckens war mit Anna Wilckens, geb. Krohn verheiratet und hatte zwei Töchter (Grete und Alice) und zwei Söhne Karl und Henry († 30. Mai 1942 in Russland). Er wurde auf dem Neuen Friedhof in Uetersen begraben.

## Ehrungen
Heinrich-Wilckens-Siedlung in Uetersen.